# República da Crimeia (1992–1995)
A República da Crimeia foi o nome provisório de um governo na península da Crimeia entre a dissolução da República Socialista Soviética Autônoma da Crimeia em 1992 e a abolição da Constituição da Crimeia pelo Parlamento ucraniano em 1995. Este período foi de conflito com o governo ucraniano.

## Fundo
A Crimeia é predominantemente etnicamente russa, com cerca de 70% da população em 1994, diferente de qualquer outra área da Ucrânia. Tradicionalmente, fazia parte da Rússia, embora isso tenha mudado em 1954 com a transferência da Crimeia para a República Socialista Soviética da Ucrânia. Com a dissolução da União Soviética em 1991, havia temores de que uma Ucrânia independente seguiria agressivamente uma política de ucranização na península etnicamente russa. Também houve reivindicações conflitantes entre a Rússia e a Ucrânia pela propriedade da frota russa do Mar Negro e da estratégica Base Naval de Sevastopol.

## Dissolução
De junho a setembro de 1995, Kuchma governou a Crimeia sob um decreto da administração presidencial direta. A Crimeia (com exceção da cidade de Sevastopol) foi designada como República Autônoma na Constituição Ucraniana de 1996. Após uma constituição provisória, a Constituição da República Autônoma da Crimeia de 1998 foi ratificada, mudando o nome do território para República Autônoma da Crimeia.